# Velîki Ciornokinți, Ciortkiv
Velîki Ciornokinți (în ucraineană Великі Чорнокінці) este o comună în raionul Ciortkiv, regiunea Ternopil, Ucraina, formată numai din satul de reședință.

## Demografie
Componența lingvistică a comunei Velîki Ciornokinți
     Ucraineană (99,75%)
     Alte limbi (0,16%)
Conform recensământului din 2001, majoritatea populației comunei Velîki Ciornokinți era vorbitoare de ucraineană (99,75%), existând în minoritate și vorbitori de alte limbi.